# Isaac Gulliver
Pour les articles homonymes, voir Gulliver.
Isaac Gulliver (1745 - 13 septembre 1822) est un contrebandier anglais. Il fut si efficace sur la côte sud de l'Angleterre qu'il en vint à contrôler les terres allant de Lymington dans l'Hampshire jusqu'au Dorset et au Devon. Surnommé le « Roi des contrebandiers », il était aussi connu comme « le gentil contrebandier qui n'a jamais tué un homme ».

## Biographie
Le 5 octobre 1768, il épousa la fille d'une tenancière, Betty Beale, à l'église paroissiale Sixpenny Handley.
Avec sa bande, il exploitait 15 lougres, apportant ainsi de l'Europe continentale gin, soie, tissus et thé. 
Il détenait plusieurs fermes et de grandes maisons dans le Dorset, dont Howe Lodge à Kinson, Bornemouth, construite expressément pour faciliter la contrebande. Elle comprenait une salle secrète accessible depuis une porte située sur une cheminée à dix pieds du sol. Dans cette maison, il se serait recouvert la figure de poudre blanche et étendu dans un cercueil ouvert. Lorsque les douaniers sont arrivés pour l'arrêter, sa femme a prétendu qu'il était mort dans la nuit tout en leur montrant le corps. Une fois partis, Gulliver s'est enfui.
Dans un rapport du Custom House (douanes anglaises) de 1788, il est écrit  que : 

« Gulliver est considéré comme le plus important et le plus connu des contrebandiers dans l'ouest de l'Angleterre, particulièrement pour les alcools et les thés. Cependant, en 1782, il a profité de la proclamation royale de pardon pour de telles offenses. Selon nos sources, il a laissé tombé ces activités de contrebandes et s'est par la suite cantonné au commerce du vin qui a pris une ampleur considérable, lui qui détient des caves dans différents endroits le long de la côte et dans des endroits éloignés. »

Gulliver devint un gentleman et un banquier respecté. Il s'est retiré à la Gulliver's House dans West Borough dans la région de Wimborne. 
Il est mort le vendredi 13 septembre 1822, laissant une propriété d'une valeur de 60 000 £ ainsi que des propriétés dans l'Hampshire, le Wiltshire, le Somerset et le Dorset. Sa tombe se trouve sur le plancher de Wimborne Minster.
Son fils, Isaac Gulliver (1774-1798), est décédé célibataire, alors que ses filles ont épousé des membres de la famille Fryer qui détenaient des intérêts dans les poissonneries et les banques.